# Mistrovství světa v biatlonu 2015 – smíšená štafeta
Smíšená štafeta na Mistrovství světa v biatlonu 2015 se konala ve čtvrtek 5. března v lyžařském středisku v Kontiolahti Stadium jako první závod šampionátu. Zahájení smíšené štafety proběhlo v 17:15 hodin středoevropského času. Závodu se zúčastnilo celkem 26 štafet.
Obhájcem prvenství byl norský tým, který dokázal v této disciplíně zvítězit na posledních dvou šampionátech. Tentokrát však skončil třetí.
Čtvrtou zlatou medaili v historii získala Česká republika, které ve složení Veronika Vítková, Gabriela Soukalová, Michal Šlesingr a Ondřej Moravec zvítězila před druhou Francií o necelých 20 sekund.

## Výsledky
| Pořadí | Č. | Stát                                                                                           | Čas                                       | Střelba (L+S)                           | Ztráta  |
| --- | -- | ---------------------------------------------------------------------------------------------- | ----------------------------------------- | --------------------------------------- | ------- |
| Zlatá medaile                                                                                             | 6  | Česko Veronika Vítková Gabriela Soukalová Michal Šlesingr Ondřej Moravec                       | 1:20:27,2 19:50,5 19:44,8 20:42,1 20:09,8 | 0+3 0+5 0+2 0+2 0+0 0+0 0+0 0+2 0+1 0+1 | —       |
| Stříbrná medaile                                                                                          | 2  | Francie Anaïs Bescondová Marie Dorinová Habertová Jean-Guillaume Béatrix Martin Fourcade       | 1:20:47,4 20:35,6 19:16,2 21:24,4 19:31,2 | 0+1 0+7 0+1 0+3 0+0 0+1 0+0 0+3 0+0 0+0 | +20,2   |
| Bronzová medaile                                                                                          | 1  | Norsko (r) Fanny Hornová Tiril Eckhoffová Johannes Thingnes Bø Tarjei Bø                       | 1:20:54,9 20:20,3 20:21,7 20:08,6 20:04,3 | 0+0 1+3 0+0 0+0 0+0 1+3 0+0 0+0         | +27,7   |
| 4. | 8  | Bělorusko Naděžda Skardinová Darja Domračevová Vladimir Čepelin Jurij Ljadov                   | 1:20:58,2 20:09,0 18:59,4 20:56,1 20,52,5 | 0+1 0+6 0+0 0+0 0+0 0+3 0+1 0+3         | +31,0   |
| 5. | 11 | Rakousko Lisa Hauserová Katharina Innerhoferová Sven Grossegger Simon Eder                     | 1:21:27,5 20:06,3 20:42,8 20:42,4 19:56,0 | 0+2 0+1 0+0 0+0 0+1 0+1 0+1 0+0 0+0 0+0 | +1:00,3 |
| 6. | 5  | Německo Luise Kummerová Franziska Preussová Daniel Böhm Benedikt Doll                          | 1:21:50.0 21:06,5 20:04,9 20:36,7 20:01,9 | 0+2 0+4 0+1 0+1 0+0 0+1 0+1 0+1 0+0 0+1 | +1:22,8 |
| 7. | 18 | Itálie Dorothea Wiererová Karin Oberhoferová Dominik Windisch Lukas Hofer                      | 1:21:51,9 20:30,0 20:01,1 21:01,5 20:19,3 | 0+6 0+4 0+2 0+0 0+0 0+1 0+2 0+1 0+2 0+2 | +1:24,7 |
| 8. | 7  | USA Susan Dunkleeová Hannah Dreissigackerová Lowell Baley Leif Nordgren                        | 1:22:13,8 20:01,2 21:10,6 20:54,6 20:07,4 | 1+5 0+3 0+1 0+1 1+3 0+2 0+0 0+0 0+1 0+0 | +1:46,6 |
| 9. | 16 | Finsko Mari Laukkanenová Kaisa Mäkäräinenová Ahti Toivanen Olli Hiidensalo                     | 1:22:26,7 20:35,2 18:54,4 21:55,5 21:01,6 | 0+5 0+3 0+3 0+0 0+0 0+0 0+0 0+1 0+2 0+2 | +1:59,5 |
| 10. | 4  | Rusko Jana Romanovová Olga Podčufarovová Maxim Cvetkov Anton Šipulin                           | 1:22:27,4 20:27,0 20:40,7 21:32,8 19:46,9 | 0+1 0+1 0+0 0+0 0+1 0+0 0+0 0+1 0+0 0+0 | +2:00,2 |
| 11. | 3  | Ukrajina Julija Džymová Valentyna Semerenková Serhij Semenov Dmytro Pidrušnyj                  | 1:22:37,5 21:20,8 18:46,3 20:50,8 20:39,6 | 0+2 0+8 0+1 0+1 0+1 0+2 0+0 0+3 0+0 0+2 | +2:10,3 |
| 12. | 22 | Kanada Audrey Vaillancourtová Rosanna Crawfordová Nathan Smith Brendan Green                   | 1:22:55,1 21:22,5 20:02,3 20:46,2 20:44,1 | 0+3 0+1 0+1 0+1 0+1 0+0                 | +2:27,9 |
| 13. | 13 | Švýcarsko Aita Gasparinová Elisa Gasparinová Benjamin Weger Mario Dolder                       | 1:23:33,4 21:00,3 20:10,3 21:20,9 21:01,9 | 0+2 0+5 0+0 0+0 0+1 0+2 0+0 0+1 0+1 0+2 | +3:06,2 |
| 14. | 15 | Polsko Karolina Pitońová Magdalena Gwizdońová Łukasz Szczurek Krzysztof Pływaczyk              | 1:23:41,8 21:36,6 19:35,5 21:30,4 20:59,3 | 0+1 0+2 0+1 0+1 0+0 0+0 0+0 0+1 0+0 0+0 | +3:14,6 |
| 15. | 10 | Slovinsko Andreja Maliová Anja Erženová Klemen Bauer Jakov Fak                                 | 1:24:15,4 20:32,7 23:00,7 20:32,7 20:09,3 | 0+2 3+5 0+0 0+2 0+1 3+3 0+1 0+0 0+0 0+0 | +3:48,2 |
| 16. | 9  | Švédsko Elisabeth Högbergová Mona Brorssonová Fredrik Lindström Peppe Femling                  | 1:24:28,2 21:15,1 21:14,6 20:53,4 21:05,1 | 0+5 0+3 0+3 0+0 0+0 0+0 0+1 0+1 0+1 0+2 | +4:01,0 |
| 17. | 12 | Slovensko Paulína Fialková Jana Gereková Tomáš Hasilla Martin Otčenáš                          | 1:25:11,9 20:40,8 20:04,1 21:21,3 23:05,7 | 0+4 2+6 0+0 0+1 0+1 0+1 0+0 0+1 0+3 2+3 | +4:44,7 |
| 18. | 14 | Bulharsko Emilia Jordanovová Desislava Stojanovová Vladimir Iljev Krasimir Anev                | 1:25:24,7 21:45,7 22:10,0 21:29,6 19:59,4 | 0+6 1+6 0+2 0+0 0+1 1+3 0+2 0+3 0+1 0+0 | +4:57,5 |
| 19. | 24 | Estonsko Kadri Lehtlová Darja Jurlovová Kauri Kõiv Kalev Ermits                                | 1:25:32,8 20:38,2 21:30,0 21:45,1 21:39,5 | 1+5 0+3 0+1 0+1 0+1 0+0 0+0 0+2 1+3 0+0 | +5:05,6 |
| 20. | 17 | Rumunsko Luminița Pișcoranová Florina Ioana Cîrsteaová George Buta Cornel Puchianu             | 1:25:44,5 20:28,6 22:51,5 21:28,8 20:55,6 | 0+5 0+2 2+0 0+0 0+0 0+2 0+0 0+0 0+3 0+0 | +5:17,3 |
| 21. | 21 | Japonsko Fujuko Suzukiová Jurie Tanakaová Mikito Tačizaki Kazuja Inomata                       | 1:25:50,8 19,52,6 21:39,4 22:01,5 22:17,3 | 0+5 1+7 0+0 0+0 0+3 0+2 0+0 0+2 0+2 1+3 | +5:23,6 |
| 22. | 25 | Čína Tchang Ťia-lin Čang Jen Žen Lung Ťin-le Tchang                                            | LAP 21:20,2 21:12,4 22:36,7               | 0+8 0+4 0+2 0+1 0+2 0+0 0+2 0+3         | +9:99,8 |
| 23. | 19 | Litva Diana Rasimovičiūtėová-Briceová Natalija Paulauskaitėová Karol Dombrovski Tomas Kaukėnas | LAP 21:26,4 22:54,2 22:41,8               | 0+1 1+6 0+0 0+1 0+1 0+1 0+0 0+1 0+0 1+3 | +9:99,8 |
| 24. | 23 | Kazachstán Anna Kistanovová Darja Usanovová Jan Savickij Maxim Braun                           | LAP 22:58,6 20:51,9 23:12,6               | 3+9 0+8 0+3 0+3 0+0 0+3 2+3 0+1 1+3 0+1 | +9:99,8 |
| 25. | 20 | Spojené království Amanda Lightfootová Nerys Jonesová Lee-Steve Jackson Scott Dixon            | LAP 21:28,0 23:50,8 22:10,2               | 0+6 1+7 0+0 0+3 0+3 1+3 0+1 0+1 0+2 0+0 | +9:99,8 |
| 26. | 26 | Jižní Korea Mun Ji-hee Ko Eun-jung Jun Je-uk Kim Jong-min                                      | LAP 21:51,2 23:13,7 23:45,4               | 0+5 3+8 0+2 0+0 0+2 2+3 0+0 0+2 0+1 1+3 | +9:99,8 |
| Č. – startovní číslo týmu, LAP – tým byl předběhnut o kolo, r – vedoucí tým disciplíny ve světovém poháru |    |                                                                                                |                                           |                                         |         |